# Рустамов, Гамид Алиевич
Гамид Алиевич Рустамов (15 [28] сентября 1911, Аксай, Хасавюртовский район — 1995) — советский кумыкский режиссёр, драматург и актёр, народный артист РСФСР (1966).

## Биография
Гамид Алиевич Рустамов родился 15 сентября 1911 года в селе Аксай Хасавюртовского округа Дагестана, был двенадцатым, самым младшим, ребенком в семье. С восьми лет учился в медресе. Затем семья переехала в Хасавюрт, где Гамид учился в светской школе. В 1924 году был зачислен в школу-интернат в Буйнакске. В 1926—1930 годах учился в Буйнакском театрально-музыкальном техникуме, после окончания которого поступил в труппу Кумыкского драматического театра в Махачкале, где играл преимущественно острохарактерные роли. В 1935 году был направлен на учёбу в Москву. В 1940 году окончил режиссёрский факультет ГИТИСа, где его сокурсниками были Г. Товстоногов, А. Гончаров, Н. Абалкин, И. Радун, и стал художественным руководителем Кумыкского драматического театра. 
В 1951—1956 годы возглавлял русские театры в Махачкале и Фрунзе.
С 1956 года вернулся в родной Кумыкский театр главным режиссёром. За свою карьеру поставил в разных театрах более двухсот спектаклей.
С 1930-х годах выступал как драматург, автор 20 пьес. Его пьесы ставились в театрах Дагестана и в других театрах СССР. Вёл педагогическую работу в студии при театре. С 1960 года был председателем Дагестанского отделения ВТО.
Умер в 1995 году.

## Награды и премии
- Заслуженный деятель искусств Дагестанской АССР (1940).
- Народный артист Дагестанской АССР (1942).
- Республиканская премия им. А. П. Салаватова (1959).
- Заслуженный деятель искусств РСФСР (23.04.1960)[1].
- Народный артист РСФСР (24.01.1966)[2].
- Орден Трудового Красного Знамени.
- Премия им. Г. Цадасы (1967, за постановку пьесы А.-В. Сулейманова «Свадьба на войне»).
- 2 ордена и медали.

## Работы в театре

### Актёр
- «Надир-шах» — Шахтохмас
- «Гибель эскадры» — боцман Кобза
- «Отелло» Шекспира — Яго
- «Горцы» — Айгази
- «Намус» — Рустам
- «Хаджи-Мурат» по Л. Толстому — Шамиль

### Режиссёр
- 1939 — «Беспокойная старость» Л. Рахманов
- 1940 — «Горцы» Р. Фатуев
- 1940, 1955, 1963 — «Айгази» А. П. Салаватов
- 1944 — «Андалал» М. Хуршилов
- 1946 — «Отелло» В. Шекспир
- 1941 — «Ромео и Джульетта» В. Шекспир
- 1951 — «Семья» И. Попов
- 1952 — «Гроза» А. Островский
- 1952 — «Бронепоезд 14-69» В. Иванов
- 1956 — «Аристократы» Н. Погодин
- 1956 — «Кремлёвские куранты» Н. Погодин
- 1957 — «Дочь Ганга» Р. Тагор
- 1964 — «Ирчи казак» Яхьяев
- 1970 — «Сквозь бурю» Яхьяев
- 1970 — «Солтан-Саид» Атаев
- «Каменный гость» А. Пушкин
- «Скупой рыцарь» А. Пушкин
- «Бэла»М. Лермонтов
- «Коварство и любовь»Ф. Шиллер
- «Овечий источник» Лопе де Вега
- «Хитроумный влюбленный» Лопе де Вега
- «Слуга двух господ»К. Гольдони
- «Доходное место» А. Островский
- «Свадьба на войне» А.-В. Сулейманов
- «Красные партизаны» А.-П. Салаватов
- «Молла Насреддин» М. Курбанов
- «Горянка» Р. Гамзатов
- «Разгром Надир-Шаха» М. Хуршилов
- «Тулпар» Ш. Абдулаев
- «Под деревом» и «Если сердце захочет» Г. Рустамов
- «Али и Вали»А. Курбанов
- «Толмач Имама»X. Авшалумов

#### Лакский музыкально-драматический театр
- «Рука друга» А. Назарова
- «Возмездие» Ц. Камалова
- «Куркли смеется» Г. Рустамова по М. Буттаеву
- «Белая ворона» Т.  Миннулина
- «Старые раны» Г. Рустамова
- «Пэпо» А. Сундукяна

## Пьесы и комедии
- «В жизнь», пьеса (1934).
- «Кто ты?», пьеса (1935).
- «Если сердце захочет», бытовая комедия (1949).
- «Друзья», комедия (1947).
- «Доброе утро», «Под окном», комедии.
- «Уллубий Буйнакский», пьеса (1950).
- «Под деревом», музыкальная комедия (1960).
- Историко-революционные драмы «Уллубий Буйнакский», «Кровавые руки», «Рейхан».
- Книги «Театральные россыпи» и «Этюды о театре» об истории Кумыкского музыкально-драматического театра.

## Память
- Улица Рустамова в Махачкале (до 1.09.1996 — Первомайская улица).